# Mīān Lāt
Mīān Lāt (persiska: ميان لات) är en ort i Iran.   Den ligger i provinsen Mazandaran, i den norra delen av landet, 150 km nordväst om huvudstaden Teheran. Mīān Lāt ligger 156 meter över havet och antalet invånare är 360.
Terrängen runt Mīān Lāt är varierad.Runt Mīān Lāt är det ganska tätbefolkat, med 116 invånare per kvadratkilometer. Närmaste större samhälle är Ramsar, 4,1 km öster om Mīān Lāt. I omgivningarna runt Mīān Lāt växer i huvudsak blandskog.